# 2142 Landau
A 2142 Landau (ideiglenes jelöléssel 1972 GA) a Naprendszer kisbolygóövében található aszteroida. Ljudmila Csernih fedezte fel 1972. április 3-án. Lev Davidovics Landau szovjet fizikus tiszteletére nevezték el.